# 玄己順
玄 己順（ヒョン・ギスン、朝鮮語: 현기순、1919年11月20日 - 2014年9月6日）は、大韓民国の政治家、栄養学者。第10代大韓民国国会議員。本貫は河陽玄氏。カトリック教徒。

## 経歴
日本統治時代の朝鮮で京城（現: ソウル特別市）に生まれた。京畿女子高等学校を卒業後、京城女子師範学校講習科を修了し、ソウル大学校家政科を卒業した。その後渡米しオハイオ・ウェスリアン大学、オクラホマ州立大学大学院を卒業した。1978年12月12日に実施された第10代総選挙に維新政友会の公認で立候補して当選し、国会議員となった。また、ソウル大学校で教授、同校家政大学学長を歴任し、同校の名誉教授となったほか、大韓家政学会の理事、会長、顧問、国立医療院栄養課長、農村振興庁生活改善課長、女性貯蓄生活中央会長を歴任した。2014年9月6日、94歳で死去した。

## 賞勲
- 韓国国民褒章
- 韓国冬柏章
- 米国特別功労章

## 著書
- 栄養学 (原文: 영양학）
- 食生活の管理 (原文: 식생활관리）
- 団体給食 (原文: 단체급식)
- 調理科学 (原文: 조리과학）